# مقبس جي 34
مقبس جي 34 (بالإنجليزية: Socket G34) وهو مقبس في طور الإنتاج من قبل شركة إي أم دي لتستخدمه فسي وحدات المعالجة المستقبلية بستة لبوب وإثني عشر لبا المسمات ساو باولو (Sao Paolo) وماجني كورس (Magny-Cours). وعلى الرغم من أن هذه الوحدة مبنية على الجيل العاشر من وحدات إي أم دي تشير بعض المعلومات إلى أنه يدعم نظام هيبر ترانسبورت 3.0 ونظام ذاكرة دي دي آر 3 رباعية القنات.